# Уитман (окръг)
Вижте пояснителната страница за други значения на Уитман.
Окръг Уитман (на английски: Whitman County) е окръг в щата Вашингтон, Съединени американски щати. Площта му е 5641 km², а населението – 49 046 души (2017). Административен център е град Колфакс.

## Градове
- Колтън
- Ла Крос
- Ламънт
- Оуксдейл
- Роузалия
- Тикоа
- Юниънтаун